# Youhanna Boutros Moshe
Youhanna Boutros Moshe (ur. 23 listopada 1943 w Al-Hamdanijja) – duchowny Kościoła katolickiego obrządku syryjskiego, w latach 2011–2021 arcybiskup Mosulu. Sakry udzielił mu Ignacy Józef III Younan.